# Maarssen

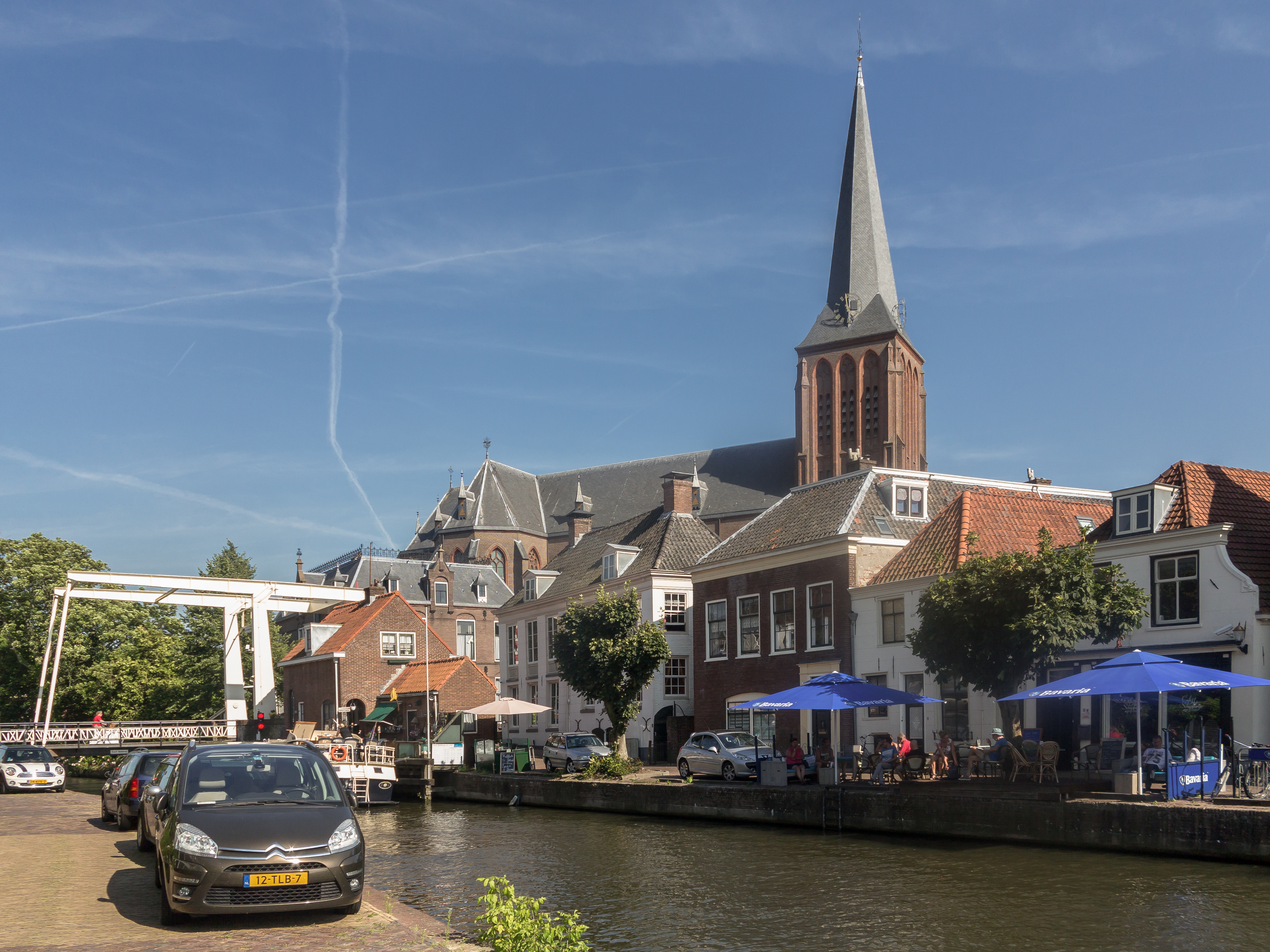
Kyrkan i Maarssen.

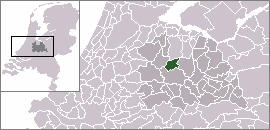
Maarssens läge

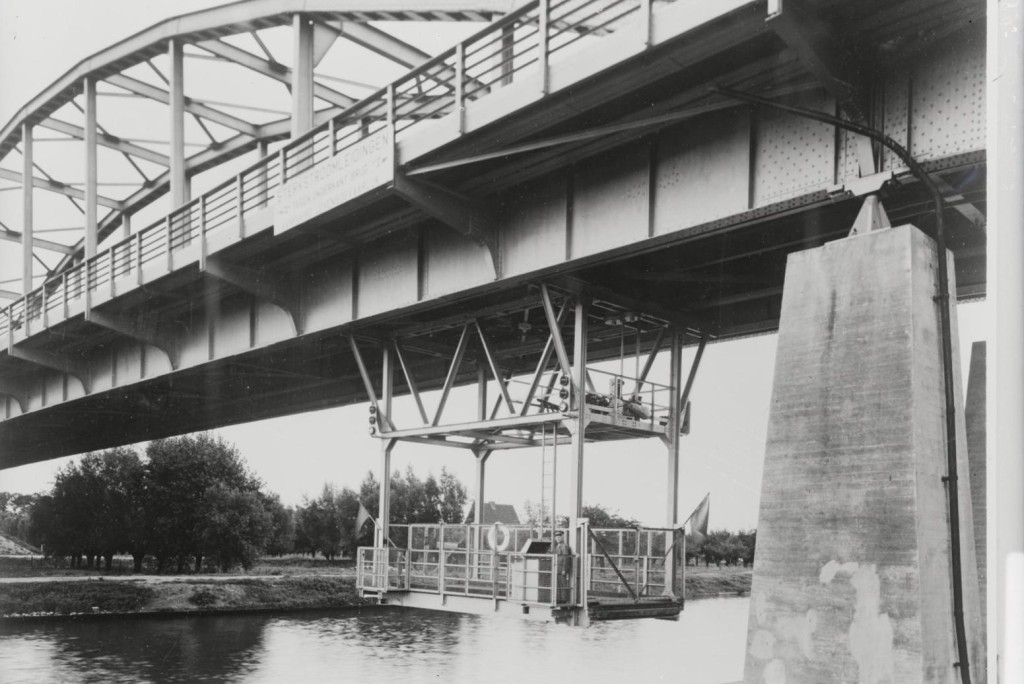
Den tidigare hängfärjan Maarsserbrug

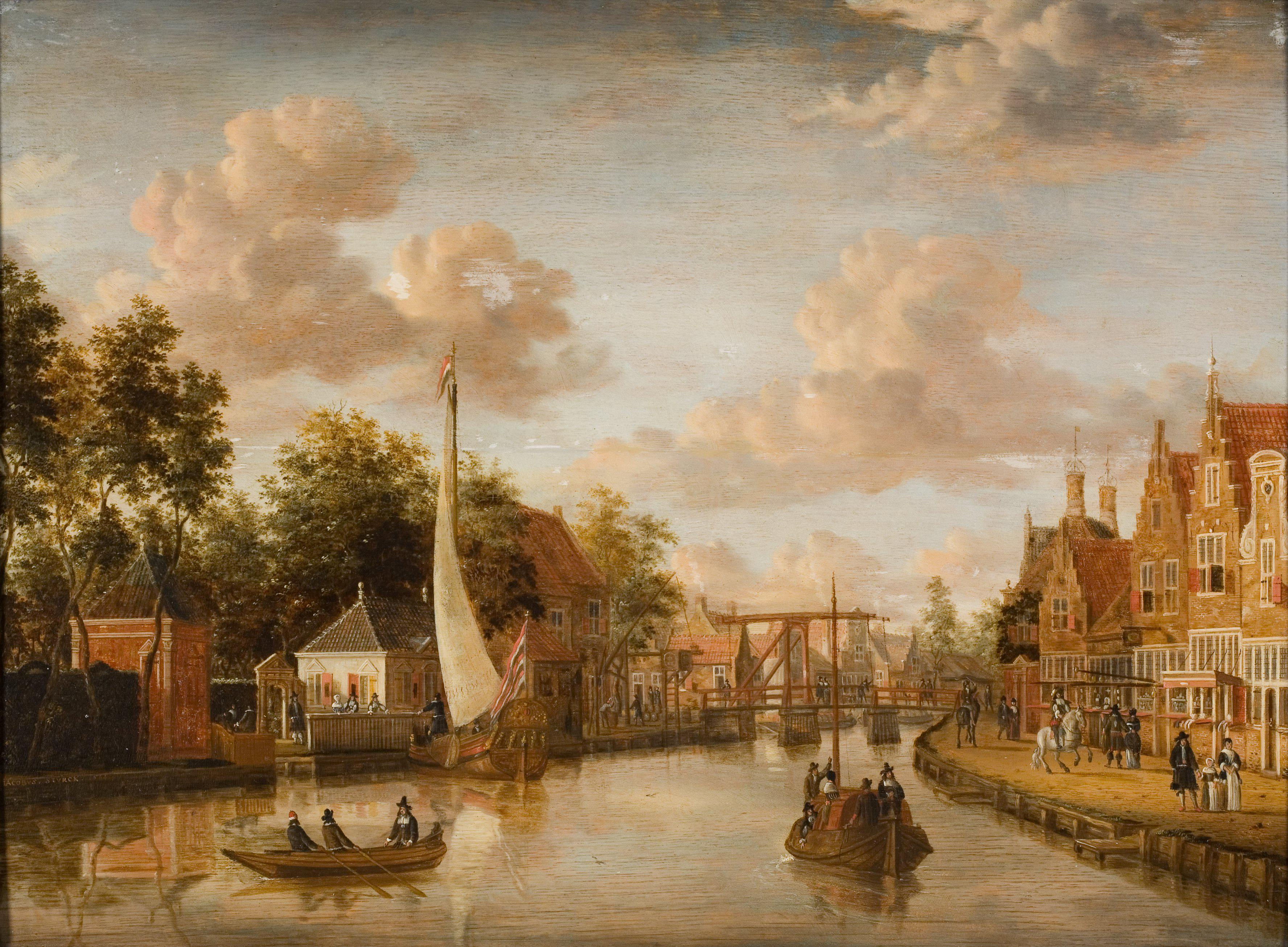
Maarsen 1664

Maarssen är en historisk kommun i provinsen Utrecht i Nederländerna. Kommunens totala area är 30,86 km² (där 3,66 km² är vatten) och invånarantalet är på 39 321 invånare den 1 november 2001.